# Ahmad al-Doukhi
Ahmad al-Doukhi, né le 25 octobre 1976 à Riyad, est un footballeur saoudien. Il joue au poste de défenseur avec l'équipe d'Arabie saoudite et le club de Al Ittihad Djeddah.

## Carrière

### En club
- 1995-2005 :  Al Hilal Riyad
- 2005-2006 :  Al Ittihad Djeddah

### En équipe nationale
- A participé à la coupe du monde 2002 (2 matchs) et à la coupe du monde 2006 (Arabie saoudite).

## Palmarès
- Vainqueur de la Ligue des champions de l'AFC : 2000 (Al Hilal Riyad) et 2005 (Al Ittihad Djeddah).
- Vainqueur de la Coupe arabe des vainqueurs de coupe : 2000 (Al Hilal Riyad).
- Champion d'Arabie saoudite : 1996, 1998, 2002 et 2005 (Al Hilal Riyad).